# Harmeria
Harmeria is een monotypisch geslacht van mosdiertjes uit de familie van de Cryptosulidae. De wetenschappelijke naam van het geslacht is voor het eerst geldig gepubliceerd in 1903 door Norman.

## Soort
De volgende soort is bij het geslacht ingedeeld:
- Harmeria scutulata (Busk, 1855)